# Shinkay
Shinkay é um distrito da província de Zabol, no Afeganistão.